# Пригода, Геннадий Сергеевич
Геннадий Сергеевич Пригода (род. 2 мая 1965 года) — советский, российский пловец,
4-кратный призёр Олимпийских игр в Сеуле и Барселоне. Заслуженный мастер спорта СССР (1988).
Отец российского пловца Кирилла Пригоды.

## Биография
Родился в Ростове-на-Дону, где и начал заниматься плаванием. Старший брат — Александр Пригода — заслуженный мастер спорта СССР (плавание), победитель соревнований Дружба-84. Братья тренировались у заслуженного тренера СССР А. М. Денисова.
Переехав в Куйбышев, стал выступать за СКА и тренироваться у заслуженного тренера СССР Геннадия Турецкого.
На Олимпиаде 1988 года завоевал серебро в эстафете 4×100 м вольным стилем, две бронзы — в комплексной эстафете 4×100 м и на дистанции 50 м вольным стилем. На дистанции 100 м вольным стилем был четвёртым.
На Олимпиаде 1992 года завоевал серебро в эстафете 4×100 м вольным стилем, в индивидуальном зачёте был 7-м (на дистанции 50 м) и 8-м (на дистанции 100 м).
На чемпионатах мира завоевал серебро и две бронзы.
Двукратный чемпион Европы (оба раза в эстафете), дважды завоёвывал — серебро, один раз — бронзу чемпионата Европы.
Десятикратный чемпион СССР:
- 50 м вольным стилем (3) — 1986, 1988, 1991
- 100 м вольным стилем (1) — 1988
- эстафета 4х100 вольным стилем (3) — 1985, 1986, 1987
- эстафета 4х200 вольным стилем (2) — 1985, 1986
- комплексная эстафета 4х100 (1) — 1985

## Лучшие результаты
- 50 м вольным стилем — 22,44 (1991)
- 100 м вольным стилем — 49,75 (1988)

## После завершения карьеры
После завершения карьеры в 1992 года окончил ГДОИФК им. П. Ф. Лесгафта. Кандидат педагогических наук, автор многочисленных научных публикаций по теме физической культуры и спорта. В настоящее время доцент кафедры Физической культуры и спорта Санкт-Петербургского государственного университета аэрокосмического приборостроения. Консультант спортивных плавательных клубов «Радуга» (СПб), «ЭСПОО» (Финляндия). Участвует в турнирах по фловотену, флорболу и большому теннису.  